# The Lady of Heaven
The Lady of Heaven es una película dramática histórica británica de 2021. Fue dirigida por Eli King y el guion fue escrito por el clérigo imamí Yasser al-Habib. Producida por Enlightened Kingdom, la película se anuncia a sí misma como la primera película sobre la vida de la figura histórica Fátima az-Zahra durante y después de la era del profeta islámico Mahoma.